# Sten Tilgreen
Sten Tilgreen (født 13. april 1960 i København) var en dansk håndboldspiller, som debuterede på det danske landshold i 1980 under ledelse af Leif Mikkelsen. Han spillede i alt 42 A-landskampe og scorede 72 mål. Hertil kommer et antal U- og Y-landsholdskampe.
Sten Tilgreen deltog bl.a. ved VM i Tyskland i 1982, hvor det blev til en 4. plads efter et knebent nederlag til Polen på 22-23 i kampen om bronze medaljerne. Barndomsklubben var Rødovre HK , som han var med til at spille op i den bedste række (1. division). Han har også spillet for OSC Dortmund og Helsingør IF.
Sten Tilgreen, som er uddannet merkonom, er i dag Customer Success Manager hos Acentio A/S.